# Проссер (Небраска)
Проссер (англ. Prosser) — селище (англ. village) в США, в окрузі Адамс штату Небраска. Населення — 76 осіб (2020).

## Географія
Проссер розташований за координатами 40°41′14″ пн. ш. 98°34′41″ зх. д. / 40.68722° пн. ш. 98.57806° зх. д. (40.687349, -98.577995).  За даними Бюро перепису населення США в 2010 році селище мало площу 0,64 км², уся площа — суходіл. В 2017 році площа становила 0,69 км², уся площа — суходіл.

## Демографія
Згідно з переписом 2010 року, у селищі мешкало 66 осіб у 34 домогосподарствах у складі 22 родин. Густота населення становила 103 особи/км².  Було 40 помешкань (62/км²).
Расовий склад населення:
| - 100,0 % — білих |

До двох чи більше рас належало 0,0 %. Частка іспаномовних становила 0,0 % від усіх жителів.
За віковим діапазоном населення розподілялося таким чином: 12,1 % — особи молодші 18 років, 77,3 % — особи у віці 18—64 років, 10,6 % — особи у віці 65 років та старші. Медіана віку мешканця становила 54,4 року. На 100 осіб жіночої статі у селищі припадало 78,4 чоловіків;  на 100 жінок у віці від 18 років та старших — 87,1 чоловіків також старших 18 років.
Середній дохід на одне домашнє господарство  становив 59 885 доларів США (медіана — 55 938), а середній дохід на одну сім'ю — 59 762 долари (медіана — 55 781). За межею бідності перебувало 11,0 % осіб, у тому числі 24,1 % дітей у віці до 18 років та 0,0 % осіб у віці 65 років та старших.
Цивільне працевлаштоване населення становило 61 осіб. Основні галузі зайнятості: освіта, охорона здоров'я та соціальна допомога — 29,5 %, транспорт — 16,4 %, будівництво — 13,1 %.